# Пейсмейкър
Пейсмейкърът или електрически кардиостимулатор е медицински уред, предназначен за въздействие върху ритъма на сърцето. Основната задача на сърдечния стимулатор е да поддържа сърдечния ритъм на сърцето на пациента.

## История
За първи път способността на електрическия ток да предизвиква въздействие върху мускулите като ги активира е забелязано от италианеца Луиджи Галвани. 
В САЩ през 1958 г. в Колумбия доктор Лаверда и инженер Помбо създават първият работещ пейсмейкър, който тежи 45 кг и е захранван от 12 волтов акумулатор от кола. С разработката на силициевите транзистора става възможно да се разработи много по-икономично и компактно устройство.
През 1958 година шведски учени създават първия готов за имплантиране т.е. изцяло намиращ се под кожата на пациента стимулатор на сърдечната дейност. Срокът на работа на тези устройства е от 12 до 24 месеца.
През тези години на развой основни проблеми за пейсмейкърите са ниската надеждност и малкият срок на живот на използваните батерии. В края на шестдесетте години на 20-век много разработчици разработват захранващи източници за пейсмейкъри на базата на радиоактивни изотопи (наречени още в някои източници атомни батерии). Като най-удачна обаче се налага разработката, в която дейно участие вземе американският изобретател Уилсън Грейтбач: Пейсмейкър с използването на специално разработена за целта литиево-йодидна или също наречена литиева анодна батерия.

## Използване
Една най-честа причина за поставяне на пейсмейкър е аритмията.

## Основни функции на пейсмейкъра
Пейсмейкърът представлява уред, разположен в херметичен метален корпус с неголям размер. В корпуса се поставя батерия и микропроцесорен блок. Всички съвременни устройства възприемат собствената електрическа активност на сърцето и при възникване на пауза или друг вид нарушение на ритъма или проводимостта за определено време уредът започва да генерира импулси за стимулиране на миокарда. В случай че има нормален собствен ритъм, пейсмейкърът не генерира импулси. Това се нарича работа „при нужда“ (on demand).
Съществуват пейсмейкъри за имплантиране с функция за честотно адаптиране. Те са снабдени с датчик, който дава данни за физическата активност на пациента. Този датчик може да е датчик на ускорение или датчик, който определя моментната вентилация на дробовете или изменение на параметрите на електрокардиограмата. При това може да се променя (увеличава или намалява) сърдечният ритъм в зависимост от натоварването на пациента.
Съвременните пейсмейкъри могат да събират и съхраняват данни за работата на сърцето. С помощта на специален програматор лекарят може да прочете данните, да ги анализира и да види какви нарушения са получени. Това може да му позволи да назначи подходящо медикаментозно лечение, както и да избере подходящи параметри на стимулирането. Проверката на уреда трябва да се прави поне веднъж на 6 месеца.

## Правила за поведение на хора с пейсмейкър
Всеки пациент с пейсмейкър трябва да се подлага на определени ограничения:
- Не трябва да се подлага на мощни магнитни и електромагнитни полета, полета със СВЧ, както и каквито и да магнити в близост до мястото на имплантиране.
- Не трябва да работят с електрически инсталации, за да не получат случайно електрически удар.
- Не трябва да се подлагат на изследване с магнитно-резонансна томография.
- Забранено е подлагането на повечето методи на физиотерапия, както и някои козметични манипулации, свързани с електрически ток.
- Забранява се извършването на изследвания с ултразвук.
- Забранява се нанасянето на удари в гърдите в областта на пейсмейкъра.
- Забранено е използването на монополярна електрокоагулация.
- Всякакви видове мобилни и безжични телефони не трябва да се доближават по-близо от 20 – 30 см до него. Също така да не се доближава близо аудиоплейър.
- Може да се използват инструменти, включително и електроинструменти, ако са изправни електрически, но е добре да се ограничи използването на перфоратори и косачки на трева. Да се ограничава физическата работа и спорт, свързани с удари и големи натоварвания в раменния пояс. Електромагнитните устройства за контрол в магазините и летищата е по-добре да се избягват или да се съкрати максимално престоят около тях.